# Chicourt
Chicourt ist eine französische Gemeinde mit 89 Einwohnern (Stand 1. Januar 2022) im Département Moselle in der Region Grand Est (bis 2015 Lothringen). Sie gehört zum Arrondissement Sarrebourg-Château-Salins, zum Kanton Le Saulnois und zum Kommunalverband Saulnois.

## Geographie
Chicourt liegt in Lothringen im Saulnois (Salzgau),  32 Kilometer südöstlich von Metz, 14 Kilometer nördlich von Château-Salins, neun Kilometer nordöstlich von Delme, 26 Kilometer südwestlich von Saint-Avold (Sankt Avold) und 34 Kilometer nordöstlich von Nancy, zwischen den Nachbargemeinden Château-Bréhain im Südosten, Oron im Südwesten, Frémery im Nordwesten und Villers-sur-Nied im Nordosten, auf einer Höhe zwischen 239 und 340 Metern über dem Meeresspiegel. Das Gemeindegebiet umfasst 5,54 km². Die französische Nied fließt südlich des Ortskerns durch das Gemeindegebiet.

## Geschichte
Chicourt wurde 1121 und 1180 als Diekesinga erwähnt. (1476: Chiecourt). Ernest Nègre geht davon aus, dass der Ortsname aus dem germanischen Namen Cadulus und dem mittellateinischen Wort curtis, „Gehöft“ zusammengesetzt ist und somit „Gehöft des Cadulus“ bedeutet. Die Ortschaft gehörte früher zum Herzogtum Lothringen.
Von 1594 bis 1751 gehörte Chicourt zur Kastellanei von Amance, die der Bailliage von Nancy unterstellt war. Ab Juni 1751 bis zur Französischen Revolution (1789–1799) gehörte es zur Bailliage von Château-Salins. Bis zum Beginn des 17. Jahrhunderts gab es eine Benediktinerpriorei in Chicourt.
Auf dem heutigen Gemeindegebiet von Chicourt, etwa auf dem halben Weg nach Villers-sur-Nied lag die Seigneurie Neufchère. Sie wurde 1594 im Kopialbuch der Abtei von Salival (heute ein Teil der Gemeinde Moyenvic) erwähnt und ist als Neuf-Chaire auf einer Karte von Jean Dominique Comte de Cassini (1748–1845) aus den 1780er Jahren verzeichnet.
1793 erhielt Chicourt im Zuge der Französischen Revolution den Status einer Gemeinde und 1801 das Recht auf kommunale Selbstverwaltung. Es gehörte von 1801 bis 1871 zum früheren Département Meurthe, das 1871 in Département Meurthe-et-Moselle umbenannt wurde.
Durch den Frankfurter Frieden vom 10. Mai 1871 kam die Region an das deutsche Reichsland Elsaß-Lothringen, und das Dorf wurde dem Kreis Château-Salins im Bezirk Lothringen zugeordnet. Die Dorfbewohner betrieben Getreide- und Weinbau sowie Schafzucht.
Nach dem Ersten Weltkrieg musste die Region aufgrund der Bestimmungen des Versailler Vertrags 1919 an Frankreich abgetreten werden und wurde Teil des Département Moselle.  Im Zweiten Weltkrieg war die Region von der deutschen Wehrmacht besetzt.
Chicourt gehörte als französischsprachige Ortschaft zu den 247 letzten Gemeinden, deren Name im Ersten Weltkrieg am 2. September 1915 eingedeutscht wurde: Bis 1919 hieß der Ort Diexingen.

### Bevölkerungsentwicklung
| Jahr      | 1962 | 1968 | 1975 | 1982 | 1990 | 1999 | 2007 | 2019 |
| Einwohner | 114  | 115  | 117  | 109  | 102  | 98   | 101  | 91   |

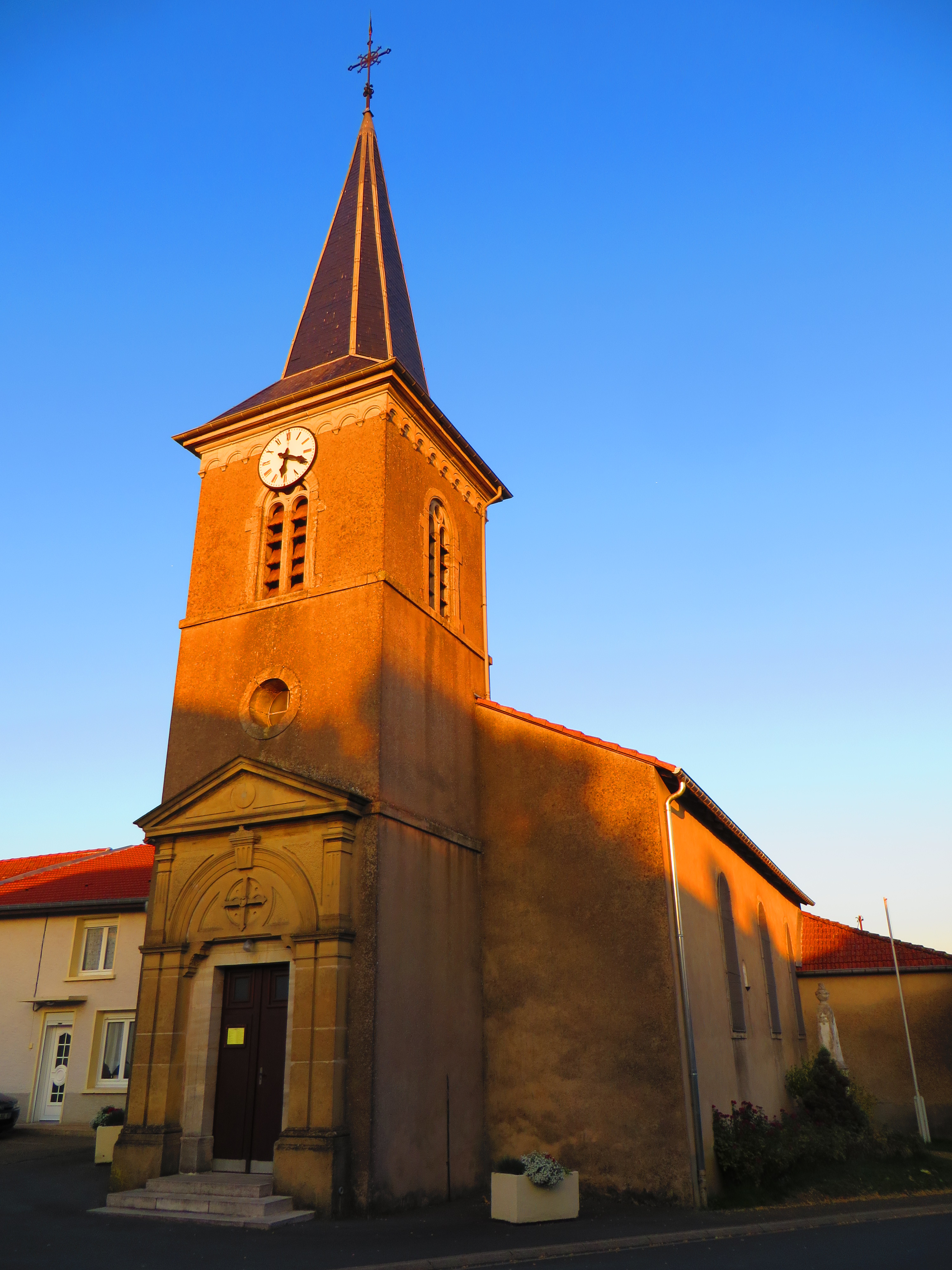
Kirche St. Nicolas
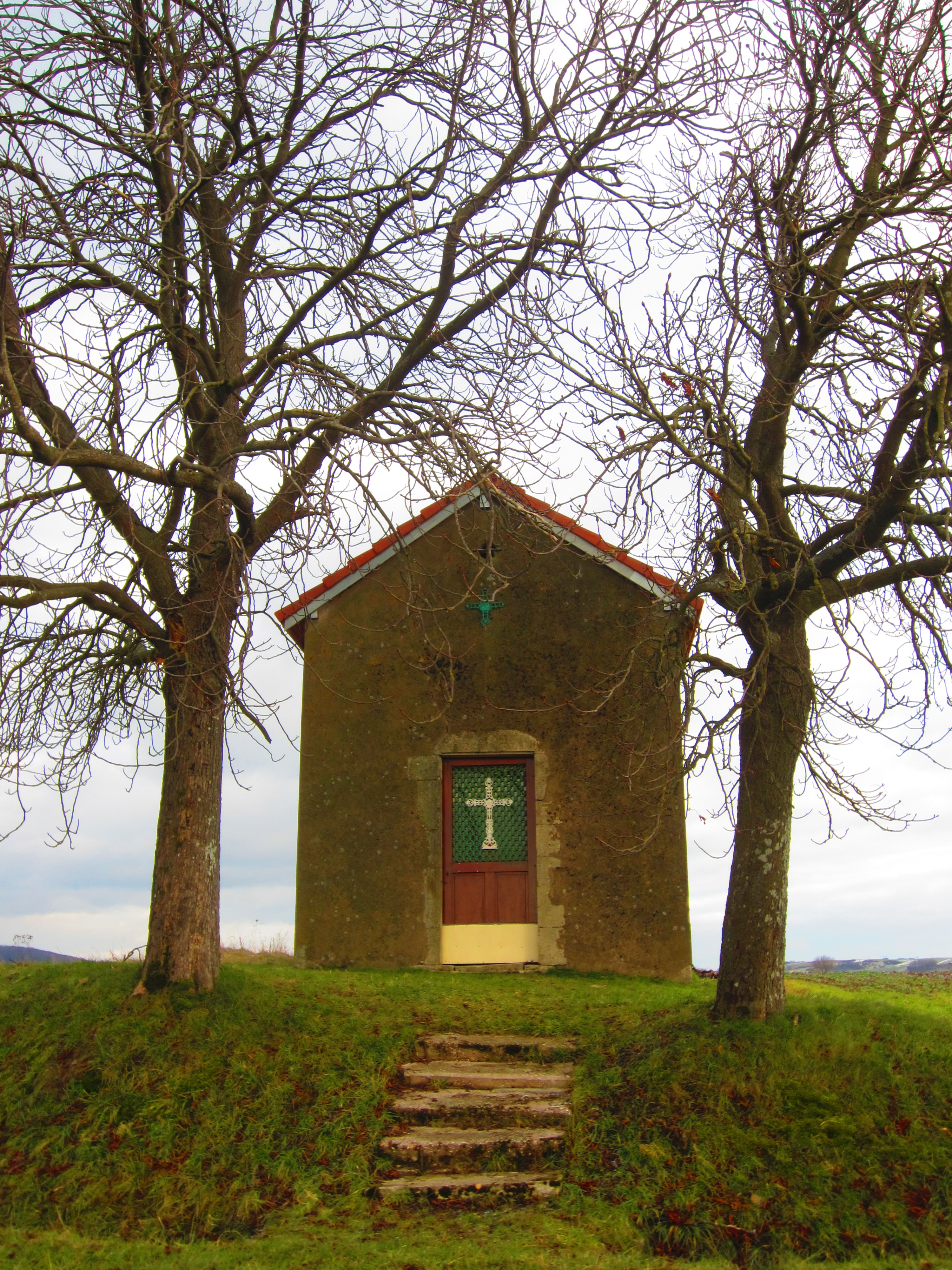
Kapelle Notre-Dame im Ortsteil Neufchère

## Wappen
Das Wappen der Gemeinde ist rot, trägt in der Mitte ein silbernes Wappenschild und zeigt drei goldene Kugeln (besants), davon zwei im oberen Teil und eine an der Spitze. Das silberne Wappenschild stammt aus dem Wappen der Kastellanei von Amance. Die goldenen Kugeln sind Attribute des Schutzpatrons Nikolaus von Myra.